# Uvariodendron gorgonis
Espèce
Statut de conservation UICN

 EN  : En danger
Uvariodendron gorgonis est une espèce de plantes à fleurs de la famille des Annonacées vivant dans les forêts du Kenya et de Tanzanie.